# Peponidium boivinianum
Peponidium boivinianum är en måreväxtart som först beskrevs av John Gilbert Baker, och fick sitt nu gällande namn av Aaron Paul Davis och Sylvain G. Razafimandimbison. Peponidium boivinianum ingår i släktet Peponidium och familjen måreväxter. Inga underarter finns listade i Catalogue of Life.